# Panaeolus cyanescens
Panaeolus cyanescens (Berk. & Broome) Sacc., 1887, è un fungo allucinogeno basidiomicete. I funghi di questa specie, più comunemente noti come "Hawaiani", sono conosciuti per le loro proprietà psichedeliche: contengono circa lo 2.5% di psilocibina e lo 1.194% di psilocina(Laussmann & Sigrid Meier-Giebing) (2010) .